# La Chemise enlevée
La Chemise enlevée est un tableau de l'artiste rococo français Jean-Honoré Fragonard, réalisé vers 1770. Il s'agit d'une peinture à l'huile sur toile de petites dimensions (35 × 42 cm). Il est conservé au Musée du Louvre à Paris, ayant été acquis grâce au legs du Dr Louis La Caze en 1869.

## Description
Ce tableau possède un pendant, assez semblable, Le Feu aux poudres, mais antérieur, présent également au Louvre avec la collection Beistegui.

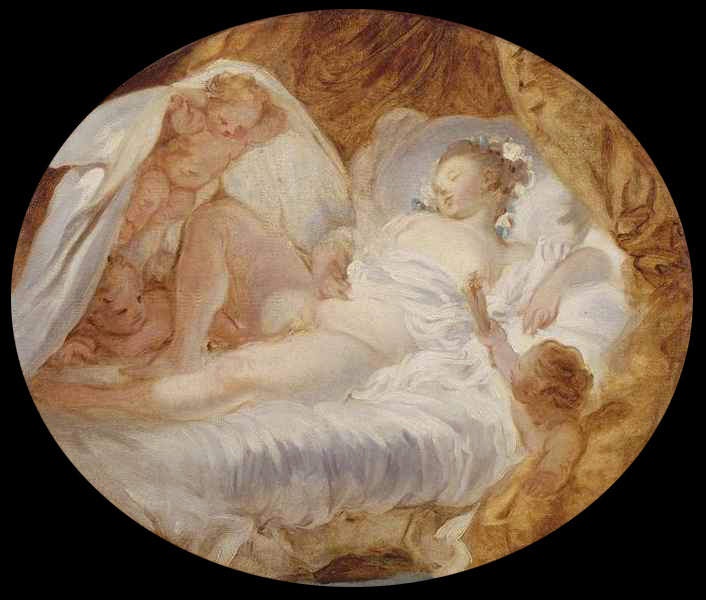
Le feu aux poudres, pendant de La Chemise enlevée.

Il est exposé à Paris en 1860. Cette œuvre a permis de redécouvrir l'artiste, à une époque où les frères Goncourt ont remis à la mode le XVIIIe siècle drôle et licencieux. En effet, Fragonard était tombé dans l'oubli après la Révolution française, et c'est bien la plume des Goncourt qui a permis de le redécouvrir, mais seulement comme peintre frivole ; son talent comme peintre historique n'a pas été reconnu avant le XXe siècle
Il représente une jeune femme allongée dans son lit. Elle porte un ruban bleu et un Putto, attribut de la déesse Vénus, lui enlève sa chemise. Sa nudité permet au peintre de créer un attrait sensuel avec la peau rosée. Le tableau complet présente une torche encore brûlante au pied du lit de la jeune fille, signe d'une ardeur amoureuse qui vient juste de finir. Un amour volant tente de lui arracher la chemise pour poursuivre l'acte de passion. Dans L'Art du XVIIIe siècle, Edmond et Jules de Goncourt décrivent la scène comme « un petit Eros colère, violant la pudeur vaincue et défaillante entre les bras du Songe qui la dépouille ».